# Pierre Charles Alexandre Louis

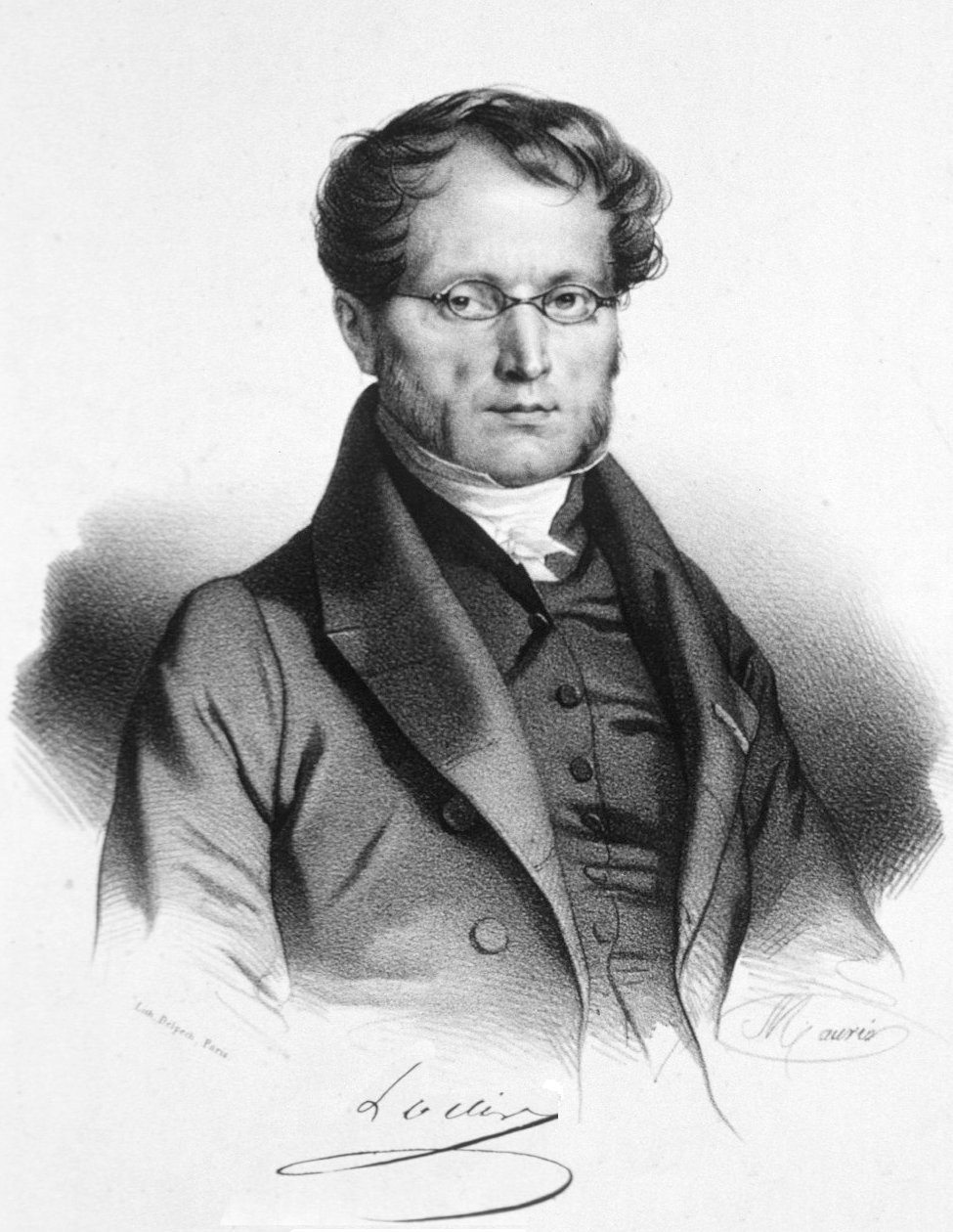
Pierre Charles Alexandre Louis.

Pierre Charles Alexandre Louis, född 14 april 1787 i Ay, Champagne, död 22 augusti 1872 i Paris, var en fransk läkare.
Louis blev medicine doktor 1813 och verkade tillsammans med Auguste-François Chomel på Hôpital de la Charité de Paris. Med stöd av mer än 5000 obduktioner skrev han Recherches anatomiques, pathologiques et thérapeutiques sur la phthisie (1825, andra upplagan 1843, översatt till flera språk) och Recherches anatomiques, pathologiques et thérapeutiques sur la maladie connue sous les noms de fièvre typhoide, adynamique... comparée avec les maladies aiguës les plus ordinaires (1829, andra upplagan 1841), en avhandling, som gav upphov till en livlig polemik med François Broussais, i vilken Louis blev segrare.
Louis sändes 1828 till Gibraltar för att studera gula febern och blev därefter läkare vid Hôpital de la Pitié, senare vid Hôtel-Dieu de Paris. Han var en ivrig förespråkare for massundersökningar och för användningen av statistik. Sina elever samlade han i Société médicale d'observation, men han bildade skola långt utanför Frankrikes gränser. Då hans enda son avled (1854), drog han sig tillbaka. Louis namn är knutet till Angulus Ludovici (Louis vinkel) på bröstbenet. Louis blev 1826 ledamot av Académie de médecine, 1849 av American Academy of Arts and Sciences och 1853 av Leopoldina.